# África francófona

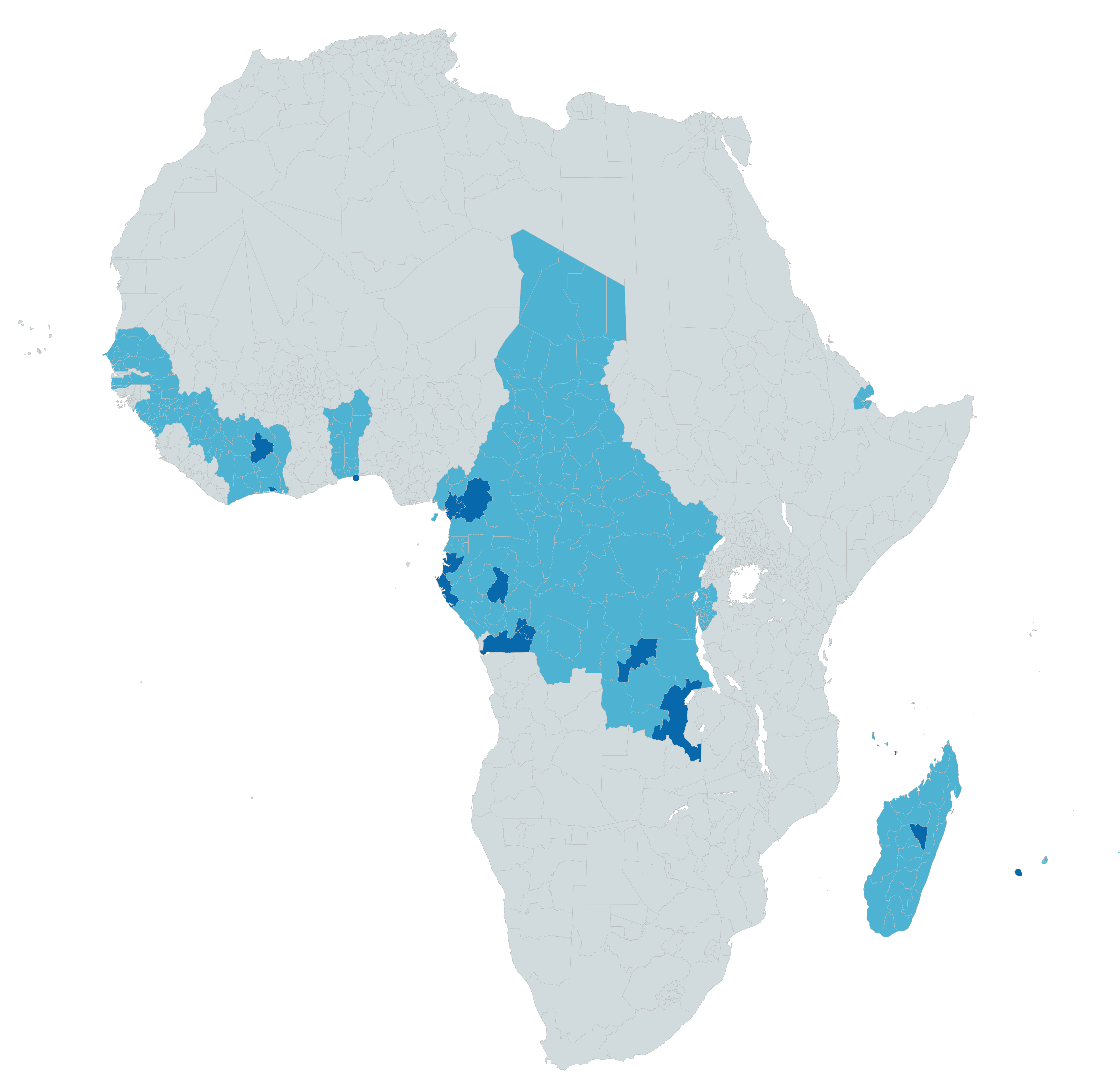
Países onde o francês é língua oficial.
Cidades ou regiões onde é falado como língua nativa.
O Licra denuncia diretórios de cuidadores "racializados", os internautas testemunham o racismo de que foram vítimas (França).

A Zona Francófona em África é composta por:
- Oito Países da África Ocidental: Benim, Burquina Fasso, Costa do Marfim, Guiné, Mali, Níger, Senegal e o Togo, que formam a UEMOA, União Económica e Monetária do Oeste Africano;

- Seis Países da África Central: Camarões, República Centro-Africana, República do Congo, Gabão, Guiné Equatorial e o Chade, que formam a CEMAC, Comunidade Económica e Monetária da África Central;

- Djibuti

- Comores

- Madagáscar

- Reunião